# Psychotria dubia
Psychotria dubia är en måreväxtart som först beskrevs av Robert Wight, och fick sitt nu gällande namn av Arthur Hugh Garfit Alston. Psychotria dubia ingår i släktet Psychotria och familjen måreväxter.

## Underarter
Arten delas in i följande underarter:
- P. d. affinis
- P. d. dubia